# 黒潮エクスプレス

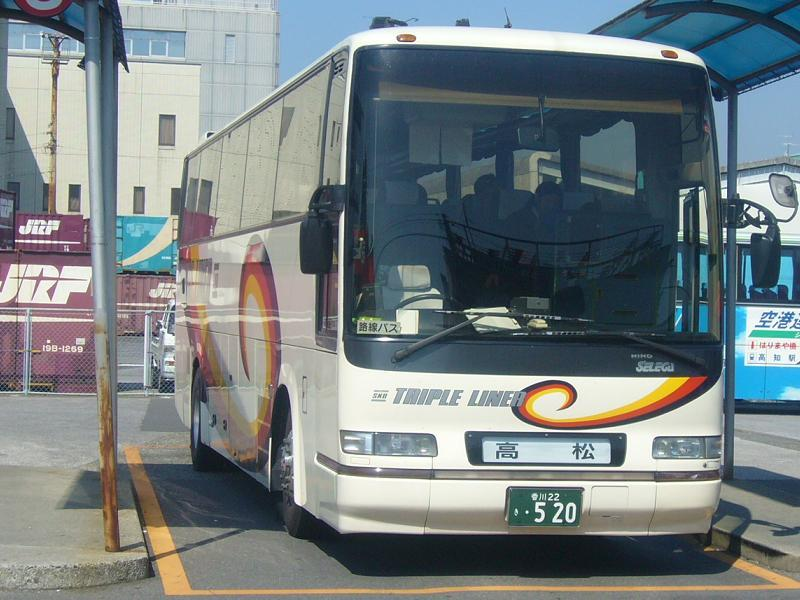
四国高速バス「黒潮エクスプレス」

黒潮エクスプレス（くろしお-）は香川県高松市と高知県高知市を、高松自動車道と高知自動車道を利用して結んでいる高速バスである。
全便座席指定制のため、乗車には予約が必要。

## 沿革
- 1992年（平成4年）10月12日：四国高速バス・高知県交通・土佐電気鉄道・四国旅客鉄道（当時はJR四国直営）の4社共同運行で、1日12往復で開始[1]。当初はJR四国担当の始発・最終の2往復はJR四国単独運行、10往復が4社共同運行でスーパーハイデッカー3列独立シート車運行の全席座席指定制であった。また停留所は、高松駅、県庁通り、栗林公園前、（高速）丸亀、（高速）善通寺、大豊、中野団地北口、知寄町（二丁目）、はりまや橋、高知駅で、高松自動車道高松西IC～高知自動車道南国IC経由であった。四国高速バスにとっては初の昼行高速バスでもあった。同日、高松市と高知市を結んでいた夜行高速バスとさじ号を廃止[1]。
- 1993年（平成5年）7月：（高速）観音寺、南国停留所を新設。
- 1994年（平成6年）：JR四国担当の始発・最終の2往復も共同運行となる。
- 1997年（平成9年）
  - 4月1日：1往復増便で13往復となる。予約不要の座席定員制に変更。（先着順で満席の場合乗車不可となる）高松側の起終点をJR高松駅から琴電高松に変更。
  - 5月2日：高松西インター口（八幡）停留所新設。
- 1998年（平成10年）9月 - 12月：土讃線が土佐山田～繁藤間で不通となり、利用客が増加し観光型車両（4列トイレなし）を使用した続行便、臨時便が運行される。
- 1999年（平成11年）5月2日：高松仮駅に乗り入れ開始。
- 2001年（平成13年）1月：高知ICから一宮高知営業所、知寄町一丁目を経由するように変更。
- 2002年（平成14年）11月1日：ゆめタウン高松停留所新設。
- 2006年（平成18年）4月1日：インターネットによる一部予約が開始（座席定員制）
- 2007年（平成19年）5月10日：高松中央インターバスターミナル、高松中央ICを経由するように変更し、高松西インター口（八幡）は廃止となる。また座席も座席指定制に変更される。
- 2008年（平成20年）7月28日：1日14往復に増便。
- 2009年（平成21年）8月1日：1日13往復に減便。全区間に片道学割新設。同日利用分から往復券の有効期限7日→10日に延長。往復割引適用区間を追加。
- 2011年（平成23年）10月1日：知寄町一丁目停車を廃止。停車順序が高知駅→はりまや橋に変更。
- 2013年（平成25年）10月1日：高松駅高速バスターミナル発着に変更。
- 2014年（平成26年）10月1日：土佐電気鉄道と高知県交通が事業統合しとさでん交通が発足。2社の運行分は同社に移管。
- 2016年（平成28年）10月1日：とさでん交通一宮高知営業所廃止により一宮バスターミナルに改称。
- 2021年（令和3年）11月1日：ドラゴンライナー（高知 - 京都・名古屋）の運行休止に伴い[2]、本路線とさぬきエクスプレス名古屋号との間で乗継取り扱いを開始[3]。ドラゴンライナーは同年12月31日をもって廃止された[4]。
- 2022年（令和4年）5月1日：ダイヤ改正。1日9往復に減便。
- 2023年（令和5年）11月1日：高松西IC経由に経路変更。高松西インター北停留所を新設。高松中央インターバスターミナルは通らない[5][6]。

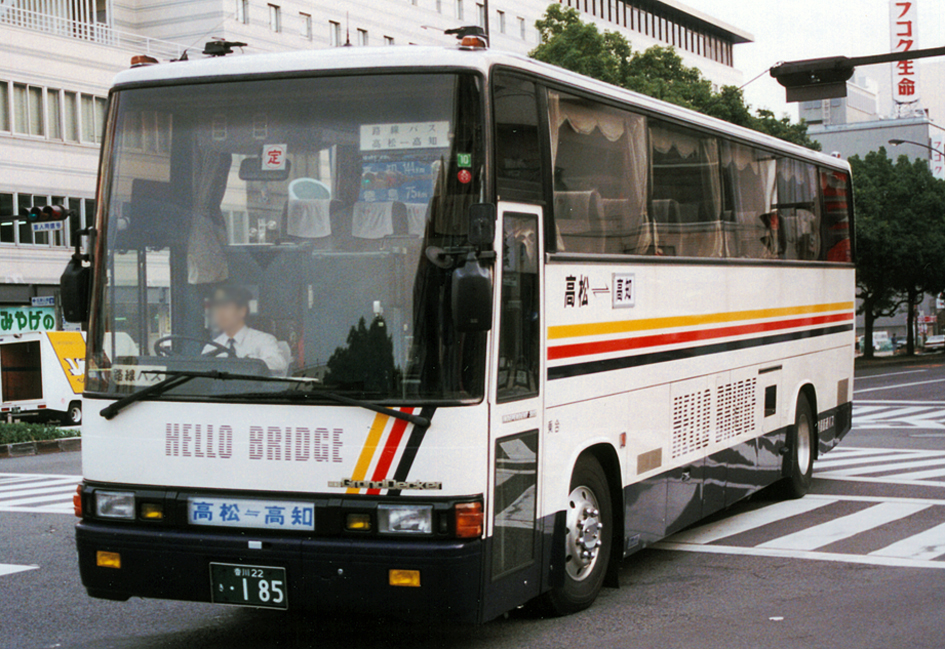
四国高速バス 黒潮エクスプレス 日野ブルーリボングランデッカ（1992年）
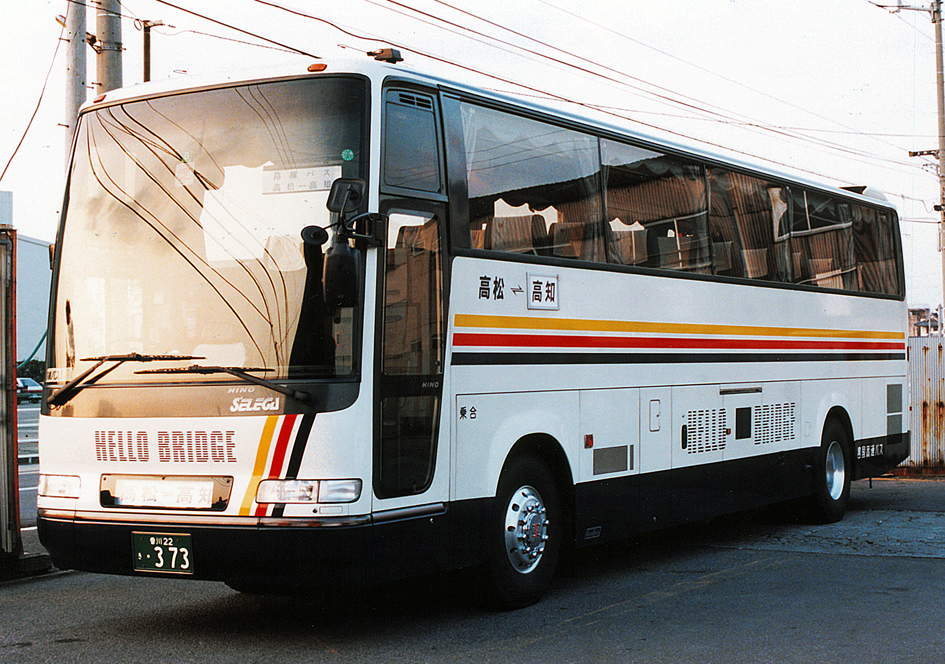
四国高速バス 黒潮エクスプレス 日野セレガGD （1993年）

## 運行会社
- 四国高速バス
- ジェイアール四国バス高知支店　※運行開始当初は高松支店
- とさでん交通

## 各停留所一覧
三角印の向きが進行方向を示す。丸印は終着。
黒塗り―乗車のみ可能
白抜き―降車のみ可能
| 停留所名                       | 高知行 | 高松行 | 所在地             | 備考                         |
| ------------------------------ | ------ | ------ | ------------------ | ---------------------------- |
| JR高松駅（高速バスターミナル） | ▼      | ○      | 香川県高松市       |                              |
| 県庁通り                       | ▼      | △      | 香川県高松市       |                              |
| 栗林公園前                     | ▼      | △      | 香川県高松市       |                              |
| ゆめタウン高松                 | ▼      | △      | 香川県高松市       |                              |
| 高松西インター北               | ▼      | △      | 香川県高松市       |                              |
| 高速丸亀                       | ▼      | △      | 香川県丸亀市       |                              |
| 高速善通寺                     | ▼      | △      | 香川県善通寺市     |                              |
| 高速観音寺                     | ▼      | △      | 香川県観音寺市     |                              |
| 大豊                           | ▽      | ▲      | 高知県長岡郡大豊町 | 高知行き4便、高松行き3便停車 |
| 一宮バスターミナル             | ▽      | ▲      | 高知県高知市       |                              |
| はりまや橋                     | ▽      | ▲      | 高知県高知市       |                              |
| 高知駅                         | ○      | ▲      | 高知県高知市       |                              |

## 運行回数
- 昼行9往復／日

## 車内設備
- 4列リクライニングシート
  - 四国高速バス、とさでん交通の一部運行便は独立3列シート車で運行の場合あり。
- 化粧室

## 鉄道との競合
四国内都市間輸送において、JR四国の特急列車と本格的に競合となった最初の高速バス路線である。JR四国は、1989年当時の「しまんと」の高松駅－高知駅間所要時間が、高知自動車道伊野ICまでの開通後、高松－高知間で自家用車や高速バスの所要時間を大きく上回ることになることから、対抗準備をすすめていた。「しまんと」に2000系を集中投入、1993年には土讃線全特急を2000系にして、線形が悪く、カーブやアップダウンが多く、運行上不利な土讃線において、高松駅-高知駅間で高速バスとほぼ同じ所要時間にまで高速化した。さらに、高速バス運行開始時に、高速バス回数券と金額を合わせた特別企画乗車券を発売し、競争を繰り広げた。しかし、はりまや橋など、市内各所へは、市内主要スポットを先に回る黒潮エクスプレスが、所要時間だけでなく直通利便性でもJRに勝る結果となっている（定時運行時における比較）。
近年、JR四国は、土讃線では岡山駅で山陽新幹線と接続する「南風」に重点を置いたダイヤ編成をしており、「しまんと」の本数は減少した。特に黒潮エクスプレスと競合する日中は「しまんと」がほとんど設定されていないため、高松駅との間では「南風リレー号」（快速サンポートまたは普通列車）と、「南風」との接続駅である丸亀駅などで乗換が必要な状況になっている。黒潮エクスプレスの増便や、シート数増加措置(3列シート主体から4列シート主体へ)、先着乗降制から座席指定制への再変更などの措置は、黒潮エクスプレスへの乗客の集中を示しているともいえる。
一方、パークアンドライドは、JR四国の高松駅が先に駅deトレインサービスを開始し、先手を打った。高速バス陣営は、高松側ではゆめタウン高松・高松中央インターバスターミナルで対応している。